# Clavija fernandezii
Clavija fernandezii là một loài thực vật có hoa trong họ Anh thảo. Loài này được Philipson mô tả khoa học đầu tiên năm 1956.